# Морган (окръг, Колорадо)
Вижте пояснителната страница за други значения на Морган.
Окръг Морган (на английски: Morgan County) е окръг в щата Колорадо, Съединени американски щати. Площта му е 3351 km², а населението - 28 192 души (2017). Административен център е град Форт Морган.

## Градове
- Бръш
- Лог Лейн Вилидж